# Кочкарлей
Кочкарлей (рос. Кочкарлей) — село в Ніколаєвському районі Ульяновської області Російської Федерації.
Населення становить 106 осіб. Входить до складу муніципального утворення Поспеловське сільське поселення.

## Історія
Від 2004 року входить до складу муніципального утворення Поспеловське сільське поселення.

## Населення
| 2010 |
| ---- |
| 106  |